# 南斯拉夫的托米斯拉夫
托米斯拉夫·卡拉喬傑維奇（1928年1月19日—2000年7月12日），南斯拉夫國王亞歷山大一世的次子。

## 家庭
1957年，托米斯拉夫與巴登家族首領貝托爾德的女兒瑪格麗塔結婚，兩人共有1子1女：
1. 尼古拉（1958年出生）
2. 卡塔里娜（英语：Princess Katarina of Yugoslavia）（1959年出生）

托米斯拉夫和瑪格麗塔於1981年離婚。隔年，托米斯拉夫與琳達·瑪麗·波涅（Linda Mary Bonney）結婚，兩人共有兩個兒子：
1. 喬爾傑（1984年出生）
2. 米哈伊（1985年出生）